# Kandyse McClure
Kandyse McClure (Durban, 22 marzo 1980) è un'attrice sudafricana naturalizzata canadese.

## Biografia
Dopo aver terminato la scuola, Kandyse McClure decise di intraprendere una carriera nel campo della medicina. La madre la convinse a partecipare a un provino, che le valse un contratto con l'agenzia Lucas Talent.
Debuttò nel 1999, con il film per la televisione In a Class of His Own. Nel 2000 interpretò il ruolo di una commessa nel film d'azione Romeo deve morire, diretto da Andrzej Bartkowiak. Lo stesso anno interpretò il ruolo di Katherine Ann "Kat" Cabot in ventidue episodi della serie televisiva Horizon. Nel 2002 interpretò due episodi della seconda stagione di Dark Angel, serie di fantascienza ideata e prodotta da James Cameron.
Nel 2003 interpretò il ruolo della sottufficiale Anastasia Dualla nella miniserie televisiva Battlestar Galactica; ruolo ripreso dal 2004 al 2009  in 54 episodi dell'omonima serie, e nel 2007 nel film per la televisione Battlestar Galactica: Razor. Grazie a quest'interpretazione si aggiudicò nel 2005 il Peabody Award.
Nel 2010 è tra i protagonisti della serie TV Persone sconosciute, prodotta da Fox e co-prodotta dalla messicana Televisa e dall'italiana RAI. Appare, poi, in due episodi della seconda stagione di Alphas nonché nella serie TV Hemlock Grove (2013).

## Filmografia

### Cinema
- Romeo deve morire (Romeo Must Die), regia di Andrzej Bartkowiak (2000)
- Spot - Supercane anticrimine (See Spot Run), regia di John Whitesell (2001)
- Cole, regia di Carl Bessai (2009)
- Passione senza regole (Careful What You Wish For), regia di Elizabeth Allen Rosenbaum (2015)
- Love, Guaranteed, regia di Mark Steven Johnson (2020)
- Demonic, regia di Neill Blomkamp (2021)

### Televisione
- In a Class of His Own, regia di Robert Munic – film TV (1999)
- 2gether, regia di Nigel Dick  – film TV (2000)
- The Spiral Staircase, regia di James Head – film TV (2000)
- Horizon (Higher Ground) – serie TV, 22 episodi (2000)
- Level 9 – serie TV, 1 episodio (2000)
- Passion and Prejudice, regia di Karen Arthur – film TV (2001)
- Ritorno al lago maledetto (Return to Cabin by the Lake), regia di Po-Chih Leong – film TV (2001)
- Oltre i limiti (The Outer Limits) – serie TV, 1 episodio (2001)
- Just Deal – serie TV, 1 episodio (2001)
- Mysterious Ways – serie TV, 1 episodio (2002)
- Dark Angel – serie TV, 2 episodi (2002)
- L.A. Law: The Movie, regia di Michael Schultz – film TV (2002)
- Framed, regia di Daniel Petrie Jr. – film TV (2002)
- Jeremiah – serie TV, 7 episodi (2002)
- Carrie, regia di David Carson – film TV (2002)
- The Twilight Zone – serie TV, 1 episodio (2003)
- Black Sash – serie TV, 1 episodio (2003)
- Hollywood Wives: The New Generation, regia di Joyce Chopra – film TV (2003)
- Battlestar Galactica, regia di Michael Rymer – miniserie TV, 2 puntate (2003)
- Jake 2.0 – serie TV, 1 episodio (2003)
- Andromeda – serie TV, episodio 4x14 (2004)
- Da Vinci's Inquest – serie TV, 16 episodi (2000-2005)
- Smallville – serie TV, 1 episodio (2005)
- Whistler – serie TV, 6 episodi (2006)
- La figlia un po' speciale di Babbo Natale (Santa Baby), regia di Ron Underwood – film TV (2006)
- Battlestar Galactica: Razor, regia di Félix Enríquez Alcalá –  film TV (2007)
- Reaper - In missione per il Diavolo (Reaper) – serie TV, 3 episodi (2008)
- Sanctuary – serie TV, 3 episodi (2008)
- Battlestar Galactica – serie TV, 54 episodi (2004-2009)
- Persone sconosciute (Persons Unknown) – serie TV (2009)
- Campi insanguinati (Children of the Corn), regia di Donald P. Borchers – film TV (2009)
- La lista dei clienti (The Client List), regia di Eric Laneuville – film TV (2010)
- Hemlock Grove – serie TV (2013)
- Supernatural – serie TV, 1 episodio (2016)
- The Good Doctor – serie TV, 1 episodio (2017)
- Ghost Wars – serie TV, 13 episodi (2017-2018)
- V Wars – serie TV, 5 episodi (2019)

## Doppiatrici italiane
Nelle versioni in italiano delle opere in cui ha recitato, Kandyse McClure è stata doppiata da:
- Angela Brusa in Battlestar Galactica, Passione senza regole, Supernatural, Love, Guaranteed
- Jolanda Granato in Hemlock Grove
- Elisabetta Spinelli in Horizon
- Laura Romano ne La lista dei clienti
- Mariangela D'Amora in Ghost Wars
- Paola Majano in Carrie
- Loretta Di Pisa in Private Eyes
- Chiara Gioncardi in Streghe
- Sophia De Pietro in Snowpiercer
- Selvaggia Quattrini in Virgin River

Da doppiatrice è sostituita da:
- Domitilla D'Amico in Barbie e il canto di Natale